# Auzet
Auzet település Franciaországban, Alpes-de-Haute-Provence megyében. Lakosainak száma 102 fő (2022. január 1.). Auzet Barles, Selonnet, Seyne és Verdaches községekkel határos.

## Népesség
A település népességének változása:
| Lakosok száma | 96   | 67   | 73   | 82   | 96   | 98   | 98   | 99   | 101  | 102  |
|               | 1968 | 1982 | 1990 | 2006 | 2013 | 2015 | 2017 | 2019 | 2020 | 2022 |